# یواس‌اس هرویک (ای‌ام‌سی-۸۴)
یواس‌اس هرویک (ای‌ام‌سی-۸۴) (به انگلیسی: USS Heroic (AMc-84)) یک کشتی بود که طول آن ۹۷ فوت ۱ اینچ (۲۹٫۵۹ متر) بود. این کشتی در سال ۱۹۴۱ ساخته شد.